# Міхалув-Ґурни
Міхалув-Ґурни (пол. Michałów Górny) — село в Польщі, у гміні Варка Груєцького повіту Мазовецького воєводства.
Населення — 177 осіб (2011).
У 1975-1998 роках село належало до Радомського воєводства.

## Демографія
Демографічна структура станом на 31 березня 2011 року:
|          | Загалом | Допрацездатний вік | Працездатний вік | Постпрацездатний вік |
| -------- | ------- | ------------------ | ---------------- | -------------------- |
| Чоловіки | 87      | 15                 | 62               | 10                   |
| Жінки    | 90      | 19                 | 54               | 17                   |
| Разом    | 177     | 34                 | 116              | 27                   |